# BMW 805
A BMW 805 egy kísérleti német magassági-repülőgépmotor volt a második világháború időszakából. A típus a nagy számban gyártott BMW 801-es csillagmotoron alapult, de ahhoz képest több fejlesztést is tartalmazott. Gyártásba nem került.

## Jellemzők
A típus a BMW 801-en alapult, ami egy 14 hengeres, kétkoszorús repülőgép-csillagmotor volt, mechanikus feltöltővel.
A BMW 805 fejlesztései a következőek voltak:
- Új hengerfej nagyobb szelepekkel és nagyobb szelepemeléssel.
- Nagyobb áramlási keresztmetszetek a feltöltő-rendszerben.
- Új forgattyúsház a nagyobb fordulatszámhoz. Míg a BMW 801 2700/perc fordulatszámon üzemelt szükségteljesítményen, addig a BMW 805 esetében ez 2900/perc lett volna.
- Kétfokozatú-négysebességes mechanikus feltöltő 12000 méteres méretési magassággal.

A típus felszállóteljesítménye 2400 metrikus lóerő lett volna.